# 沃赞 (曼恩-卢瓦尔省)
沃赞（法語：Vezins，法語發音：[vəzɛ̃] ⓘ）是法国曼恩-卢瓦尔省的一个市镇，属于绍莱区。

## 地理
沃赞（47°7'13"N, 0°42'41"W）面积18.02 平方千米，位于法国卢瓦尔河地区大区曼恩-卢瓦尔省，该省份为法国西部内陆省份，大致对应安茹地区，北起顺时针与马耶讷省、萨尔特省、安德尔-卢瓦尔省、维埃纳省、德塞夫勒省、旺代省、大西洋卢瓦尔省和伊勒-维莱讷省接壤。
与沃赞接壤的市镇（或旧市镇、城区）包括：尚特卢莱布瓦、科龙、尼阿耶、特雷芒蒂讷、安茹地区舍米耶。

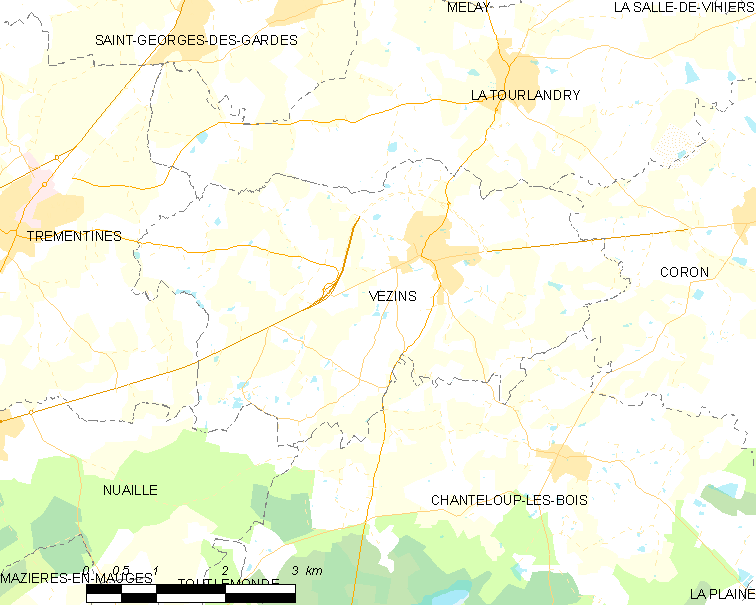
的OSM定位图

沃赞的时区为UTC+01:00、UTC+02:00（夏令时）。

## 行政
沃赞的邮政编码为49340，INSEE市镇编码为49371。

## 政治
沃赞所属的省级选区为绍莱第二县。

## 人口

1962-2008年间人口变化图示

沃赞于2022年1月1日时的人口数量为1750人。